# Élections fédérales mexicaines de 1861
Les Élections fédérales mexicaines de 1861 se sont organisés en deux jours : le 30 juin 1861, pour l'élection du président de la République, et le 15 juillet 1861 pour l'élection des représentants de la Chambre des députés. 
Ces élections interviennent après la fin de la guerre de la réforme et la réunification du Mexique. Le Parti libéral remporte les élections législatives, tandis que le candidat Benito Juárez, est élu président des États-Unis mexicains pour un mandat de quatre ans, avec possibilité de réélection immédiate, pour couvrir la période entre 1861 et 1865. Il est officiellement investi de ses fonctions présidentielles le 1er décembre 1861.  

## Contexte
Entre 1857 et 1861, le Mexique est divisée en deux lors de la guerre de la réforme, ou guerre des trois années, une guerre civile qui oppose les libéraux aux conservateurs, soutenues par l'Église catholique et encouragés par le pape Pie IX, cette dernière étant très influente dans les affaires de l'État mexicain,.
De 1858 à 1861, le camp libéral est dirigé par Benito Juárez, élu président du gouvernement par ses partisans, en opposition au camp conservateur. En 1861, le président conservateur, José Ignacio Pavón, reconnaît sa défaite et négocie avec les libéraux. La guerre se termine et des élections sont organisées afin d'élire un président légitime pour tous les Mexicains. La date du 15 juillet 1861 est choisie comme date officielle de fin de mandat pour Pavón et Juárez, qui céderont le pouvoir au président élu. 

## Résultats et conséquences

### Élection présidentielle
L'élection du président a lieu le 30 juin 1861, avec la participation de six candidats, dont cinq libéraux et un conservateur.
| Candidat à la présidence | Appartenance politique | Votes | %     |
| ------------------------ | ---------------------- | ----- | ----- |
| Benito Juárez            | Libéral                | 5 289 | 54,89 |
| Miguel Lerdo de Tejada   | Libéral                | 1 989 | 20,64 |
| Jésus González Ortega    | Libéral                | 1 846 | 19,16 |
| Manuel Doblado           | Libéral                | 510   | 5,29  |
| José Bernardo Couto      | Conservateur           | 1     | 0,01  |
| Mariano Riva Palacio     | Libéral                | 1     | 0,01  |
|                          |                        |       |       |
| Total                    | Total                  | 9 636 | 100   |

### Élections législatives
Les élections législatives se déroulent le 15 juillet 1861, après l'élection du président, afin d'élire 72 représentants à la Chambre des députés. 
| Partis       | Députés élus |
| ------------ | ------------ |
| Libéral      | 63           |
| Conservateur | 9            |
| Total        | 72           |